# تی تلمبه
تی تلمبه یک ستاره است که در صورت فلکی تلمبه قرار دارد.